# 돼지콜레라
돼지콜레라(영어: hog cholera) 또는 돈역(豚疫, 독일어: Schweinepest), 고전적 돼지열병(영어: Classical swine fever)은 돼지아목의 포유동물들이 감염되는 매우 전염성이 높은 질병이다. 병원체는 황열바이러스과에 속하는 페스티바이러스 C다. 아프리카돼지열병과는 증세가 비슷하지만 그 병원체인 바이러스가 전혀 다르다.
돼지콜레라는 발열, 발진, 경련을 일으키며, 경색증으로 이어진 끝에 대개 15일 안에 죽는다. 급성과 만성이 있는데, 급성의 경우 발병 이우 며칠이 지나면 귀, 복부, 다리 안쪽이 보라색으로 변한다. 급성 발병한 동물은 1-2주 안에 죽는다. 심각한 감염예의 경우 아프리카돼지열병과 매우 비슷해 징후의 구분이 불가능하다.
이 병은 아시아, 중남미의 대부분 지역과 유럽과 아프리카의 일부 지역에서 주기적으로 발병하는 풍토병이다. 영국에서는 1966년 박멸한 것으로 여겨졌지만 2000년 이스트앵글리아에서 재발병했다. 미국은 1978년 1월 31일 농무장관 밥 버글랜드가 돼지콜레라 박멸을 선언했다. 그 밖에 돼지콜레라 청정지역으로 여겨지는 곳으로는 호주, 캐나다, 아일랜드, 뉴질랜드, 스칸디나비아가 있다.